# Білик Василь Данилович
Білик Василь Данилович (14 січня 1923, селище Вапнярка Томашпільського р-ну Вінницької обл. – 12 лютого 2006, Вінниця) – доктор медичних наук, професор, невролог, почесний громадянин міста Вінниці (1998), ректор Вінницького державного медичного інституту ім. М. І. Пирогова (1974–1988).

## Життєпис
У 1940–1941 рр. В. Д. Білик навчався у Київському медичному інституті. Під час Другої світової війни будучи у званні лейтенанта займався підготовкою офіцерських кадрів для фронту. У травні 1946 р. після звільнення в запас продовжив навчання вже у Вінницькому медичному інституті, який закінчив у 1950 р.
У 1950–1951 рр. навчався в клінічній ординатурі на кафедрі нервових хвороб. Працював у неврологічній клініці на базі Вінницької обласної психоневрологічної лікарні ім. акад. О. І. Ющенка. 
У 1951–1966 рр. – асистент кафедри нервових хвороб. Захистив кандидатську дисертацію на тему «Материалы к патофизиологии и лечению малой хореи».
У 1971 р. Василь Данилович був призначений на посаду проректора з навчальної роботи. У 1973 р. захистив докторську дисертацію на тему «Вопросы клиники, патофизиологии и лечения экстрапирамидных гиперкинезов» і того ж року в січні йому було присвоєно науковий ступінь доктора медичних наук, а у жовтні – звання професора.
У 1974–1988 рр. В. Д. Білик очолював Вінницький державний медичний інститут ім. М. І. Пирогова. Під його керівництвом: інститут набув статусу 1-ї категорії; було відкрито наукову лабораторію з вивчення лікувальних якостей радонових вод курорту в м. Хмільник на Вінниччині; створено два нових факультети: удосконалення лікарів та його філії на базі лікувально-профілактичних закладів у м. Хмельницький і підготовчий факультет для навчання іноземних громадян; було збудовано 3 студентські гуртожитки, студентська їдальня на 250 місць та аудиторний корпус на території обласної лікарні.
З 1977 р. В. Д. Білик, певний час, поєднував обов’язки ректора з обов’язками завідувача кафедри нервових хвороб. З 1988 по 2005 роки повністю присвятив себе роботі на кафедрі, в клініці нервових хвороб.
Василь Данилович очолював Вінницьке обласне наукове товариство неврологів, психіатрів і наркологів. Він був Почесним членом науково-практичного товариства неврологів, психіатрів та наркологів України; членом редакційної колегії журналів «Врачебное дело» і «Вісник Вінницького державного медичного університету». У 1992 р. обраний академіком Міжнародної академії інтегративної антропології. Неодноразово обирався депутатом Вінницької міської та обласної рад.
В. Д. Білик автор близько 80 наукових праць з невропатології. Напрямками його наукової діяльності були: нейроінфекційні захворювання, хвороби екстрапірамідної системи, клінічна епідеміологія нервових хвороб, клініко-епідеміологічна характеристика екстрапірамідної патології в Подільському регіоні України.
Йому присвоїли звання «Заслужений працівник вищої школи УРСР» (1979) і «Відмінник охорони здоров’я» (1971), нагородили орденами Трудового Червоного Прапора (1976), Дружби Народів (1981) та багатьма медалями, численними грамотами і подяками.
У 1983 р. В. Д. Білик удостоєний звання лауреата Державної премії УРСР в галузі науки і техніки за «Створення Музею медицини Української РСР, відновлення Музею-садиби М. І. Пирогова, використання їх для широкої пропаганди досягнень вітчизняної медичної науки і практики охорони здоров’я».
За значний особистий внесок у розвиток медичної науки та охорони здоров’я в місті, підготовку висококваліфікованих медичних кадрів, активну участь у громадському житті в 1998 р. Василь Данилович був удостоєний звання «Почесний громадянин м. Вінниці».
Помер Василь Данилович Білик 12 лютого 2006 р. у Вінниці.
19 червня 2015 р. на фасаді морфологічного корпусу Вінницького національного медичного університету ім. М. І. Пирогова було відкрито меморіальну дошку пам’яті Василя Даниловича Білика.